# Central Belters
A Central Belters a Mogwai negyedik válogatásalbuma, amelyet 2015. október 23-án, a zenekar 20. születésnapja alkalmából adott ki saját kiadójuk, a Rock Action Records.

## Leírás
A lemez összefoglalja a zenekar addigi munkásságát; korábbi albumok dalai, kislemezek és ritkaságok találhatóak rajta. Címe a zenekar származási helyére (Central Belt, Központi régió) utal. A Metacriticen 9 értékelésből 86 pontot kapott, ezzel egyetemes elismerést vívva ki.

## Számlista
| 1.  | Summer                        |                              | 4:27  |
| 2.  | Helicon 1                     |                              | 5:57  |
| 3.  | CODY                          | Come On Die Young            | 6:35  |
| 4.  | Christmas Steps               | Come On Die Young            | 10:39 |
| 5.  | I Know You Are But What Am I? | Happy Songs for Happy People | 5:18  |
| 6.  | Hunted By a Freak             | Happy Songs for Happy People | 4:17  |
| 7.  | Stanley Kubrick               | EP                           | 4:15  |
| 8.  | Take Me Somewhere Nice        | Rock Action                  | 6:59  |
| 9.  | 2 Rights Make 1 Wrong         | Rock Action                  | 9:33  |
| 10. | Mogwai Fear Satan             | Mogwai Young Team            | 16:21 |

| 1.  | Auto Rock                  | Mr Beast                              | 4:19 |
| 2.  | Travel Is Dangerous        | Mr Beast                              | 4:01 |
| 3.  | Friend of the Night        | Mr Beast                              | 5:30 |
| 4.  | We're No Here              | Mr Beast                              | 5:37 |
| 5.  | I'm Jim Morrison, I'm Dead | The Hawk Is Howling                   | 6:44 |
| 6.  | The Sun Smells Too Loud    | The Hawk Is Howling                   | 6:59 |
| 7.  | Batcat                     | The Hawk Is Howling                   | 5:23 |
| 8.  | Mexican Grand Prix         | Hardcore Will Never Die, But You Will | 5:19 |
| 9.  | Rano Pano                  | Hardcore Will Never Die, But You Will | 5:15 |
| 10. | How To Be a Werewolf       | Hardcore Will Never Die, But You Will | 6:22 |
| 11. | Wizard Motor               | Les Revenants                         | 4:41 |
| 12. | Remurdered                 | Rave Tapes                            | 6:26 |
| 13. | The Lord is Out of Control | Rave Tapes                            | 4:23 |
| 14. | Teenage Exorcists          | Music Industry 3. Fitness Industry 1. | 3:32 |

| CD3 (LP5 és LP6) | CD3 (LP5 és LP6)                | CD3 (LP5 és LP6)                | CD3 (LP5 és LP6) | CD3 (LP5 és LP6) | CD3 (LP5 és LP6) | CD3 (LP5 és LP6) | CD3 (LP5 és LP6) | CD3 (LP5 és LP6) | CD3 (LP5 és LP6) |
|                  | Cím                             | Album                           | Hossz            |                  |                  |                  |                  |                  |                  |
| ---------------- | ------------------------------- | ------------------------------- | ---------------- | ---------------- | ---------------- | ---------------- | ---------------- | ---------------- | ---------------- |
| 1.               | Hugh Dallas                     | Come On Die Young               | 8:33             |                  |                  |                  |                  |                  |                  |
| 2.               | Half Time                       | Zidane: A 21st Century Portrait | 6:51             |                  |                  |                  |                  |                  |                  |
| 3.               | Burn Girl Prom Queen            | EP                              | 8:31             |                  |                  |                  |                  |                  |                  |
| 4.               | Devil Rides                     | Batcat                          | 4:01             |                  |                  |                  |                  |                  |                  |
| 5.               | Hasenheide                      | Rano Pano                       | 3:29             |                  |                  |                  |                  |                  |                  |
| 6.               | Tell Everybody That I Love Them | Rave Tapes                      | 4:41             |                  |                  |                  |                  |                  |                  |
| 7.               | Earth Division                  | Occupy this Album               | 6:02             |                  |                  |                  |                  |                  |                  |
| 8.               | Hungry Face                     | Les Revenants                   | 2:23             |                  |                  |                  |                  |                  |                  |
| 9.               | D to E                          | US Tour                         | 6:01             |                  |                  |                  |                  |                  |                  |
| 10.              | My Father My King               |                                 | 20:14            |                  |                  |                  |                  |                  |                  |
| 3:39:39          |                                 |                                 |                  |                  |                  |                  |                  |                  |                  |

## Helyezések
| Lista (2015)                         | Helyezés |
| ------------------------------------ | -------- |
| Belgium (Ultratop Flandria)          | 57       |
| Belgium (Ultratop Vallónia)          | 59       |
| Franciaország (SNEP Album Top 100)   | 126      |
| Egyesült Királyság (UK Albums Chart) | 40       |

## Fordítás
Ez a szócikk részben vagy egészben  a   Central Belters című angol Wikipédia-szócikk ezen változatának fordításán alapul.  Az eredeti cikk szerkesztőit annak laptörténete sorolja fel. Ez a jelzés csupán a megfogalmazás eredetét és a szerzői jogokat jelzi, nem szolgál a cikkben szereplő információk forrásmegjelöléseként.